# Billy Joe Saunders
Pour les articles homonymes, voir Saunders.
Billy Joe Saunders est un boxeur britannique né le 30 août 1989 à Welwyn Garden City en Angleterre.

## Carrière
En 2008, à 18 ans, il a représenté la Grande-Bretagne aux Jeux olympiques de Pékin en boxe dans la catégorie des mi-moyens. Passé professionnel en 2009, il devient champion britannique des poids moyens en 2012 puis d'Europe EBU de la catégorie le 26 juillet 2014 après sa victoire par KO au 8e round face à Emanuele Blandamura. Le 29 novembre 2014, il parvient à conserver son titre aux points lors d'un match serré face à Chris Eubank, Jr.
Le 19 décembre 2015, il s'empare du titre de champion du monde des poids moyens WBO à la suite d'une victoire sur décision contre Andy Lee. Saunders bat ensuite aux points Artur Akavov le 3 décembre 2016 puis Willie Monroe Jr le 16 septembre 2017. 3 mois plus tard, il bat nettement aux points David Lemieux. 
Mais en septembre 2018, il est révélé que le boxeur a échoué à un test antidopage passé le mois précédent. Sa licence professionnelle est alors suspendue et son titre de champion du monde WBO lui est retiré. Saunders décide de faire appel de cette décision : il doit s'expliquer devant une commission avant le 20 octobre, date à laquelle il est censé défendre son titre face à l'américain Demetrius Andrade. C'est une course contre la montre qui commence pour Saunders, car si au bout de ces 10 jours la sanction n'est pas levée, il ne pourra pas défendre son titre qui passerait donc vacant et serait disputé entre Andrade et le namibien Walter Kautondokwa. Finalement, Saunders décide d'abandonner son titre WBO. Il poursuit sa carrière en super-moyens et remporte le titre vacant WBO le 18 mai 2019 aux dépens de Shefat Isufi puis bat par KO au 11e round Marcelo Esteban Coceres le 9 novembre 2019 et aux points Martin Murray le 4 décembre 2020.
Le 8 mai 2021, il connait la première défaite de sa carrière professionnelle, ne répondant pas à l'appel du 9e round face à Canelo Álvarez.

## Controverse
En mars 2020, pendant la pandémie de Covid-19, Saunders a mis en ligne une vidéo montrant aux hommes comment frapper leur femme au visage et la mettre KO pendant leur confinement.